# シェーン・ゲイツ
シェーン・ゲイツ（Shane Gates、1992年9月27日 - ）は、南アフリカ共和国出身のラグビーユニオン選手。2025年現在ジャパンラグビーリーグワンに参戦する浦安D-Rocksに所属している。

## プロフィール
- 南アフリカ・ポート・エリザベス出身。
- ポジションはセンター (CTB)。
- 身長 183 cm・体重 93 kg。
- ニックネームは Gatesie。
- 皆からシェーンと呼ばれている[1]。
- 日本代表キャップは4。（2022年7月現在）

## 来歴
6歳 からラグビーを始めた。
ミューアカレッジボーイズ高校、キングスを経て、2016年、NTTコミュニケーションズシャイニングアークスに加入。同年8月27日に行われたジャパンラグビートップリーグ第1節の神戸製鋼コベルコスティーラーズ戦に途中出場で日本での公式戦初出場を果たした。
2019年日本代表 第二次ラグビーワールドカップトレーニングスコッド に選ばれた。2019年1月にはサンウルブズの2019年スコッドに追加召集された。同年3月の第3節チーフス戦の前半4分で相手選手が脚に乗っかり、右脚を開放性骨折。トップリーグの2021シーズンは第3節 (レッドカンファレンス・クボタスピアーズ戦) から復帰、以降NTTコムの全試合に出場して21年の日本代表候補に名を連ねた。同年7月3日に行われたリポビタンDツアー2021アイルランド戦にて途中出場で日本代表初キャップを獲得した。
2022年7月、NTT再編に伴う新チーム浦安D-Rocks選手スコッドに選ばれた。